# Адамовка (Калиновский район)
Ада́мовка (укр. Адамівка) — село на Украине, находится в Хмельникском районе Винницкой области.
Код КОАТУУ — 0521684006. Население по переписи 2001 года составляет 70 человек. Почтовый индекс — 22410. Телефонный код — 4333.
Занимает площадь 0,299 км².

## Адрес местного совета
22400, Винницкая обл., Хмельникский р-н, г. Калиновка, ул. В.Нестерчука, 19